# Лаку-Серат (Бреїла)
Лаку-Серат (рум. Lacu Sărat) — село у повіті Бреїла в Румунії. Входить до складу комуни Кіскань.
Село розташоване на відстані 165 км на північний схід від Бухареста, 7 км на південний захід від Бреїли, 130 км на північний захід від Констанци, 25 км на південний захід від Галаца.

## Населення
За даними перепису населення 2002 року у селі проживали 1179 осіб, з них 1178 осіб (99,9%) румунів. Рідною мовою 1178 осіб (99,9%) назвали румунську.